# Daman (Indie)
Daman – miasto w Indiach, w dystrykcie Daman, stolica terytorium związkowego Dadra, Nagarhaweli, Daman i Diu. 

## Demografia
Przeprowadzony w 2011 spis ludności wykazał, że miasto zamieszkiwane było wówczas przez 44 282 osoby; gęstość zaludnienia wyniosła 6629 osób/km², a na każdego mężczyznę przypadało 0,921 kobiety. Zmiany w liczbie ludności przedstawiono na poniższej tabeli.
| 1951 | 13 265 |
| 1961 | 9197   |
| 1971 | 17 317 |
| 1981 | 21 003 |
| 1991 | 26 905 |
| 2001 | 35 770 |
| 2011 | 44 282 |